# ماته (محیط رومیزی)
ماته (تلفظ اسپانیایی: [ˈmate])، یک محیط رومیزی انشعاب‌یافته از کد کنارگذاشته‌شدهٔ گنوم ۲ است. نام این توزیع از ماته که نوعی گیاه بومی مناطق نیمه‌گرم‌سیری جنوب آمریکا است و برای درست‌کردن نوشیدنی ماته استفاده می‌شود گرفته شده. این تغییر نام برای پرهیز از تعارض با اجزای گنوم ۳ ضروری است.

## ابزار ها
برای جلو گیری از تعارض با گنوم ۳ نرم افزار های ماته با نام دیگری ارائه شده‌اند :
| ماته              | گنوم               |
| ----------------- | ------------------ |
| Caja              | Nautilus           |
| Pluma             | gedit              |
| MATE Terminal     | Gnome Terminal     |
| Marco             | Metacity           |
| Eye of MATE (EOM) | Eye of gnome (EOG) |
| Mozo              | Alacarte           |